# ماري القروية
ماري القروية (بالروسية: Мужик Марей) قصة قصيرة من تأليف الكاتب الروسي فيودور دوستويفسكي. كتب دوستويفسكي القصة في فبراير 1876، وتُضمُّ أحياناً إلى أعماله التي يؤرِّخ فيها سيرته الذاتية،، وتضمَّن في «مذكرات كاتب»، كما أنَّها أيضاً تُضمُّ إلى المختارات من أعماله الفنَّية الخياليَّة، وهذه الازدواجية تعود إلى أنَّ دوستويفسكي استعمل أحداث القصة الخيالية ليسرد ذكريات معاناته مع النظام القيصري، فاستعمل الرمزيَّة ليتهرَّب من الرقابة. وتُعتبر هذه القصة من كلاسيكيات الأدب السلافي.
تجري أحداث القصة مع أيام عيد الفصح، وتبدأ بالراوي يجوب حول المعتقل، وعندما يُعبِّر سجين بولندي سياسي، يقبع في زنزانة قريبة من زنزانة الراوي، عن كراهيته للمُدَانِين من الأصول البسيطة والقروية، يضع الراوي رأسه على السرير ويستريح. وبينما هو على هذه الحالة تخطر في ذهنه ذكريات جليَّة من طفولته، عندما كان في التاسعة يلعب قرب غابة قضبان كثيفة، وعندها سمع صوتاً أشبه بصوت الذئاب، فأصابه الخوف، وهرب من الغابة مذعوراً، وصادف في أثناء هروبه بماري القروية، التي هدَّأته وطمأنته أنَّه لا وجود للذئاب في هذه المنطقة، شعر الراوي بالسكينة عندما أحسَّ بقلق الفلاحة عليه، ومن ثمَّ عاد ليلعب. يفوق الراوي من ذكرياته ويعود إلى السجن، يشعر بالراحة من لياقة الفلاحين الروس وأخلاقهم العالية، ويشعر بالأسى على السجين البولندي الذي لم يتعرَّف بعد على هذا الجانب من أخلاق البسطاء. ولكنَّه لا يزال يشعر بالحزن عندما يُفكِّر أنَّ القروي السكير قد يكون ماري نفسها التي ذكرها سابقاً.